# Fannbyn
Fannbyn – miejscowość (småort) w Szwecji w gminie Örnsköldsvik w regionie Västernorrland. Około 111 mieszkańców.